# Коваль Тарас Миколайович
Та́рас Микола́йович Кова́ль (1988-2022) — прапорщик Збройних Сил України, учасник російсько-української війни, що загинув у ході російського вторгнення в Україну в 2022 році.

## Життєпис
Тарас Коваль народився 17 серпня 1988 року в Києві.
Після закінчення загальноосвітньої школи навчався в Академії керівних кадрів культури та мистецтв.
Після здобуття вищої освіти, пішов на строкову службу в складі 95-ої окремої десантно-штурмової бригади.
У 2012 році закінчив службу та повернувся до цивільного життя. Тривалий час працював у компанії «ВіЯр».
Після початку війни у 2014 році, брав участь в АТО на сході України у складі рідної бригади. На війну пішов добровільно — був вірний слову присяги, яку дав на службі і законам десанту. Рідних не попередив, залишив листа на столі.
Наприкінці жовтня — на початку листопада 2014 року разом із співслуживцями 10 діб утримував оборону нового терміналу Донецького аеропорту, мав військову професію снайпера. Восени 2015 року водив конвой до Донецького аеропорту, був навідником, керував БТРом, який називався «Ластівка».
Після демобілізації підписав контракт та проходив службу в спецпідрозділі ДПСУ ДОЗОР.
Ніс військову службу в складі Муніципальної Варти Києва.
У 2017 році вступив до Київського національного університету імені Тараса Шевченка. Навчався на заочному відділенні за освітньою програмою «Право».
З початком повномасштабного російського вторгнення в Україну, оскільки був в оперативному резерві першої черги, повернувся на службу до 95 бригади та перебував на передовій. Під його керівництвом підрозділ успішно відбивав атаки ворога під Мотижиним та Осиковим, що на Київщині. Знищили ворожу колону та завдали великих втрат ворогові.
В кінці березня 2022 року були перекинуті на Харківський напрямок, де Вальтер в останньому розвід виході загинув.
Пішов у вічність29 березня 2022 року в селі Суха Кам'янка, під Ізюмом, що на Харківщині. Обставини та місце загибелі не розголошується. Батьки одержали орден загиблого з рук очільника Черкаської ОВА Ігоря Табурця.
Найбільшою пристрастю у житті Тараса Коваля була зброя та все, що з нею пов'язано. Досконало знав всі види сучасного озброєння ЗСУ та країн-партнерів. В юності захоплювався страйкболом, вивченням тактики та стратегії ведення бою.

## Улюблені фрази
«Ахтунг!»
«Гутен Морген!»
«Значить, будемо воювати».
«Війну починають політки, закінчують військові».
«Моей целью является самозарядный пистолет „Вальтер П-38“, табельное оружие офицера СС. :) Я всегда хотел иметь этот образец оружия, потому меня так прозвали друзья в гражданской жизни.»
«Кожен бачить перемогу по-своєму. Для мене Перемога — це територія України в межах 1991 року, єдина держава без територій зі спеціальними статусами, одна державна мова — українська».

## Ушанування в культурі
Тарас Коваль був одним з героїв легендарного календаря з «Кіборгами», знятого Roman Nikolayev.

## Нагороди
- Кавалер Ордену «За мужність» III ступеня (2022, посмертно) — за особисту мужність і самовіддані дії, виявлені у захисті державного суверенітету та територіальної цілісності України, вірність військовій присязі[15].

## Спогади друзів
«Кожна зустріч із Тарасом завжди залишалася і залишиться у пам'яті. Звісно, найбільше історій і спогадів зі строкової служби. Колись навіть пили чай з самогоном. Тарас розповідав історії свого життя і захоплювався моєю службою, тому що я тоді служив у показовій роті. Самогон нам тоді Назар (Лугарьов — загинув при виконні обов'язків під час повномасштабного вторгнення росії — ред.) дав, а ми разом із Вальтером заступили в наряд на Житомирському полігоні. Даний коктейль нам не сподобався. Але те, як ми просто сиділи під небом уночі і пили цей чай, щоб зігрітися залишиться у моїй пам'яті назавжди. Як і те, що на „строчці“ він любив заступати у наряд на КПП 2. Там завжди машина, яка привозила хліб, залишала булочки „Малятко“ наряду, а це було найсмачніше із того всього що можна було з'їсти на службі)», — Володимир Горбецький, побратим зі строкової служби, друг. 
"З Вальтером ми познайомились 22 лютого 2022 року, коли одним автобусом в бригаду їхали. Коли його призначили командиром групи, він окремо всіх зібрав і каже: «є справа, треба х**чить, хто зі мною — лишайтесь». І ми залишились, але хто не захотів, він ні на кого не ображався. Він дуже розумно керував. Якщо були погані задачі, Тарас не кидав хлопців на убій. З ним всі готові були йти на завдання. Разом ми пройшли оборону Київщини. І під Ясногородкою був один із виходів, коли ми натрапили на посадку, в якій залягли росіяни. Тарас тоді сказав: «першим у нашому оркестрі починає грати гранатометник, інші чекають команди». І я чекав….Його останньою командою мені було — зайняти кругову оборону… Це ах**нний командир був. Я таких ще не бачив. Він найкращий у світі. Я не можу підібрати слів, як він нами займався. Вальтер поважав і цінував свій особовий склад. Карти знав. Це тобі не «совок». Ми постійно жартували, я називав його штаб-сержантом, а він завжди кричав: «я не штаб-сержант, я прапорщик!», - Міша «Тедді», снайпер.

## Вшанування пам'яті
На честь Тараса Коваля названа плитоноска, яку розробляли і досі відшивають волонтери.
За словами волонтерки Олени Рекун, у 2015 році Вальтер допоміг розробити одну із плитоносок, яку на його честь назвали «Вальтер».

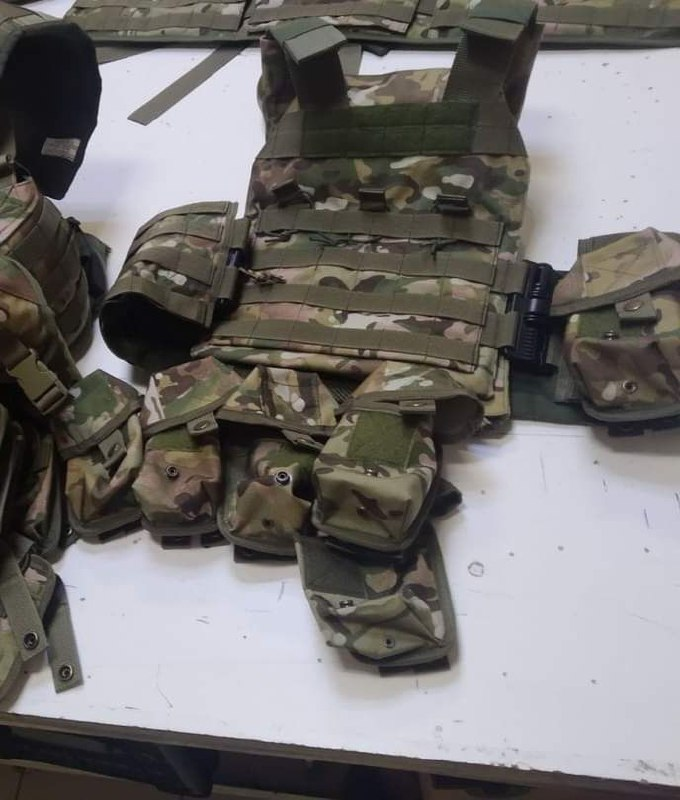
Плитоноска, розроблена волонтерами і названа на честь Вальтера

«З того часу, з 2015 року, воює сотні Вальтерів. Я завжди кажу, що Вальтер завжди у строю. Серед волонтерів він став улюбленцем. Це дуже дорога людина для нас», — каже волонтерка.

## Бузкова алея, висаджена на честь Тараса Коваля
У березні 2023 року в Києві, у Деснянському районі, в сквері добровольців була висаджена бузкова алея на честь Тараса «Вальтера» Коваля. 34 кущі різноманітного бузку за кожен рік його життя.
- =====<nowiki/>=====

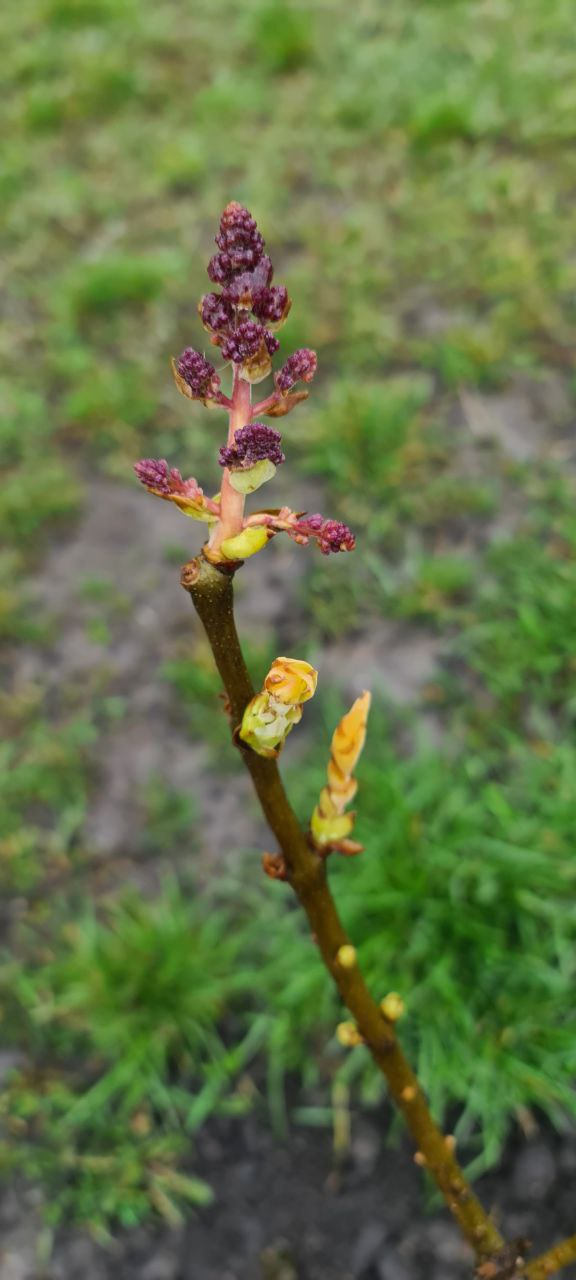
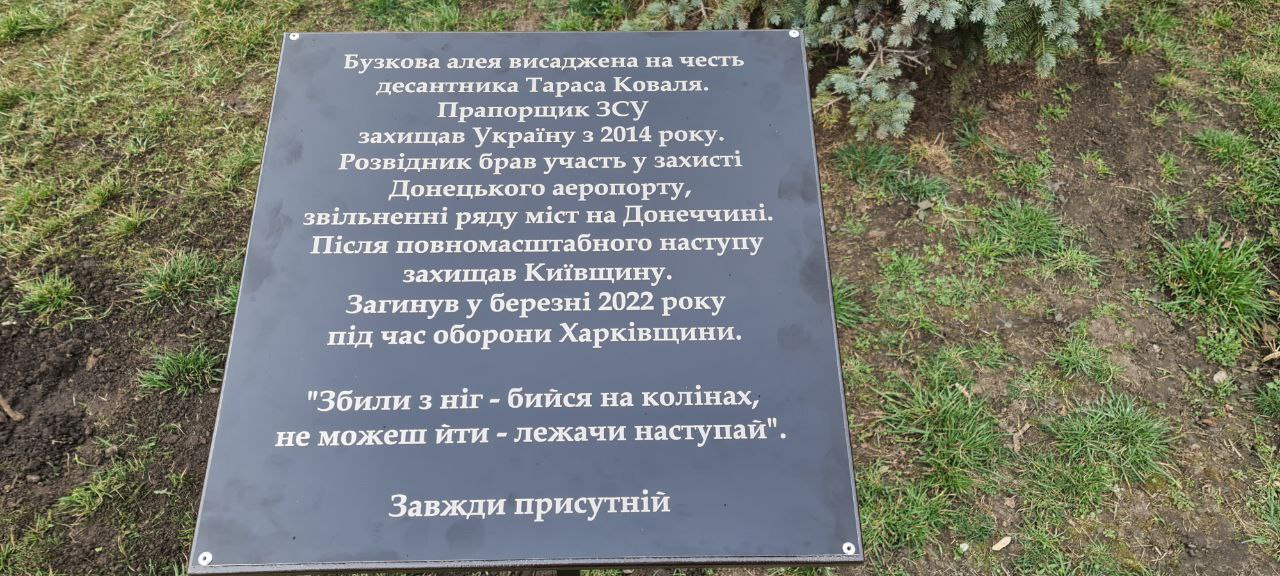
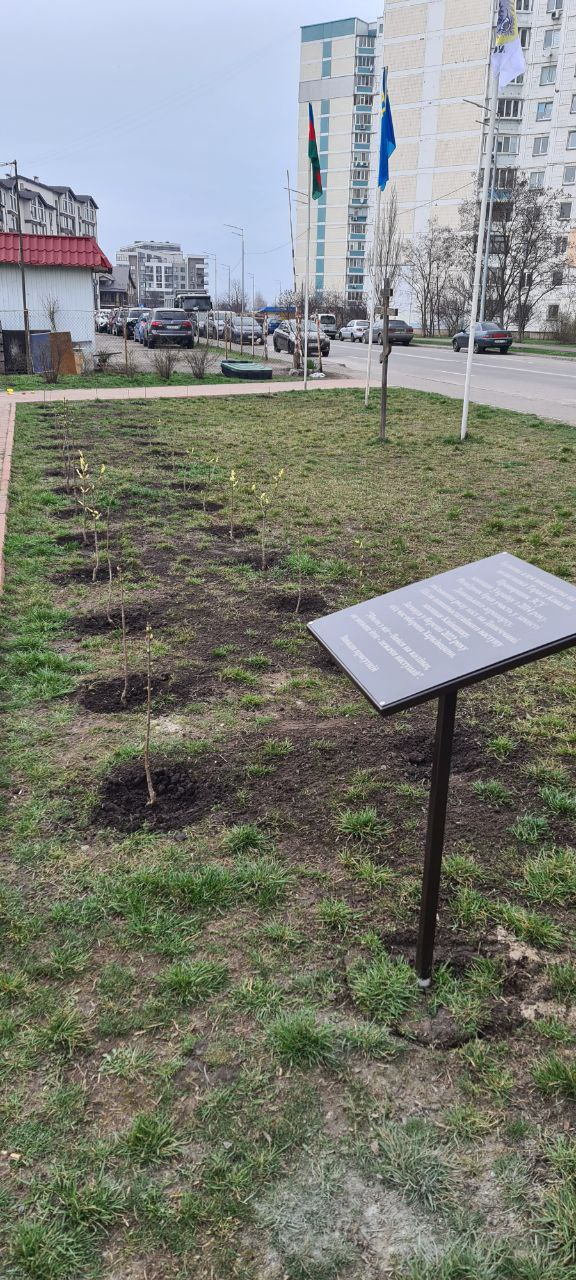

У місті Києві є вулиця Тараса Коваля.